# پدرو مونیوس ماچین رودریگز
پدرو مونیوس ماچین رودریگز (اسپانیایی: Pedro Muñoz Machín Rodríguez‎؛ زادهٔ ۶ نوامبر ۱۹۵۸) دوچرخه‌سوار اهل اسپانیا است.
از باشگاه‌هایی که در آن رکاب زده‌است می‌توان به فاگور و تیم اونسه اشاره کرد.